# Jaap ter Linden
Jaap ter Linden (* 10. April 1947 in Rotterdam) ist ein niederländischer Cellist, Gambist und Dirigent. 

## Leben
Jaap ter Linden, der zu den Pionieren der historischen Aufführungspraxis zählt, begann seine Laufbahn in den frühen sechziger Jahren als Cellist des neu gegründeten Niederländischen Kammerorchesters unter Szymon Goldberg. Kurz danach gründete er mit Ton Koopman und der Barockviolinistin Lucy van Dael das Kammerensemble „Musica da Camera“. Ebenso zählte er zu den frühen Cellisten der Musica Antiqua Köln, spielte in The English Concert und im Amsterdam Baroque Orchestra. 2000 gründete er die „Mozart Akademie Amsterdam“, mit der er sämtliche Mozart-Sinfonien einspielte. Als Gastdirigent leitete er zahlreiche auf Originalinstrumenten spielende Orchester, wie die Deutsche Kammerphilharmonie Bremen, das Portland Baroque Orchestra, das European Union Baroque Orchestra (EUBO) und das Philharmonia Baroque Orchestra. Auch leitete er Opernaufführungen, wie beispielsweise Henry Purcells King Arthur und Christoph Willibald Glucks Iphigénie en Aulide.
Weitere Kammermusikpartner waren der Pianist Ronald Brautigam, die Violinisten Elizabeth Wallfisch, Andrew Manze, Simon Standage und John Holloway und die Cembalisten Richard Egarr und Lars Ulrik Mortensen. Mit Egarr spielte er Bachs Sonaten für Gambe und Cembalo ein, mit Egarr und Manze Bachs Violinsonaten. Mit Mortensen und Holloway spielte er Dietrich Buxtehudes Triosonaten für Violine, Gambe und Basso Continuo ein und mit Ton Koopman die Cello-Sonaten von Pieter Hellendaal. Auch die Suiten für Violoncello solo (Johann Sebastian Bach) spielte ter Linden ein. 
Neben verschiedenen Gastprofessuren lehrt und lehrte er am Königlichen Konservatorium in Den Haag, am Sweelinck Konservatorium in Amsterdam und an der Hochschule für Alte Musik in Würzburg.